# Historia del Teatro Colón

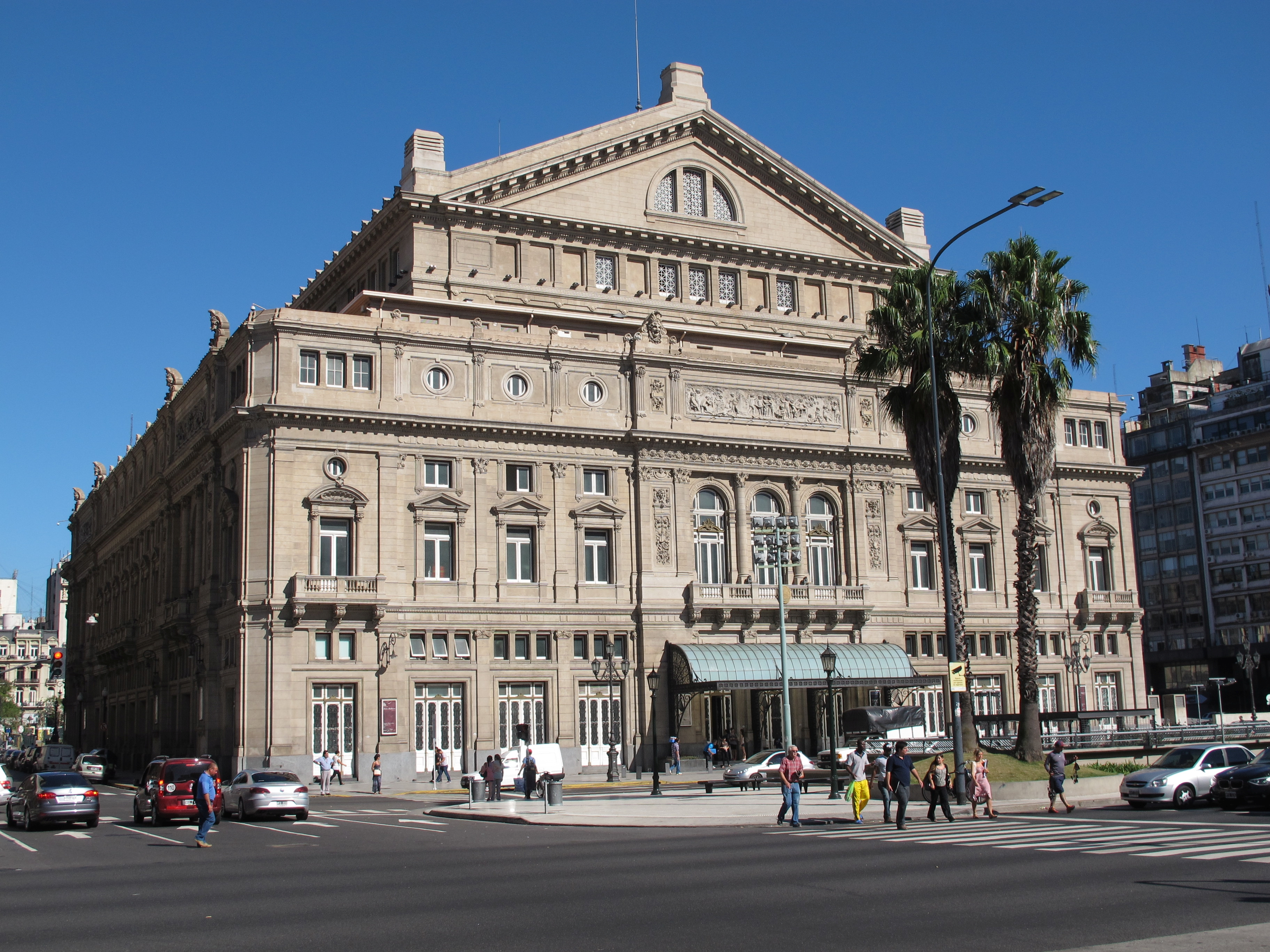
Fachada del Teatro Colón.

El Teatro Colón inició sus actividades en 1857 en un edificio ubicado en la Plaza de Mayo, donde funcionó hasta 1888. El teatro se mudó entonces al edificio actual ubicado frente a la Plaza Vaticano, que tardó 20 años en ser construido hasta su inauguración en 1908.
En su historia se destaca la creación de los cuerpos artísticos como la Orquesta, el Coro y el Ballet en la década de 1920, ante la imposibilidad de contar siempre con elencos extranjeros completos. En 1931 se realiza la municipalización que, hasta entrada la Segunda Guerra Mundial, logró una de las etapas más estables y fructíferas del teatro. En 1946 el peronismo impulsó una política de apertura a la música popular y de mayor democratización del público habitual, que fue revertida luego de su derrocamiento en 1955 y nuevamente retomada cuando se recuperó la democracia en 1983.
En 1968 se proyectó la ampliación del Colón, que se construiría bajo tierra y a un costado del antiguo edificio, evitando así modificar su arquitectura. La obra significó la refacción y re-equipamiento de la sala, del escenario, de los camarines y de los talleres, y la construcción del anexo subterráneo bajo la plazoleta República del Vaticano (que fue transformada en un estacionamiento), donde funcionan más talleres, depósitos y salas de ensayo. En noviembre de 1989 fue declarado Monumento Histórico Nacional.
En 2001 se inició un trabajo de restauración plena que se extendería hasta 2010, cuando fue reinaugurado el 24 de mayo en conmemoración del Bicentenario de Argentina.
A lo largo de su historia han actuado en el teatro Colón las principales figuras de la ópera, la música clásica y el ballet mundial, como Arturo Toscanini, Nijinski, Enrico Caruso, Regina Pacini, Anna Pavlova, Alicia Alonso, Maia Plissetskaya, Margot Fonteyn, Mijail Barishnikov, Antonio Gades, Richard Strauss, Igor Stravinsky, Camille Saint-Saëns, Manuel de Falla, Aaron Copland, Herbert von Karajan, Leonard Bernstein, Mstislav Rostropovich, Zubin Mehta, María Callas, Yehudi Menuhin, Pau Casals, Rudolf Nuréyev, Maurice Béjart, Plácido Domingo, José Carreras, Luciano Pavarotti, Juan Diego Flórez, Lily Pons, Victoria de los Ángeles, Birgit Nilsson, Renata Scotto, Elisabeth Schwarzkopf, Montserrat Caballé, Kiri Te Kanawa, entre muchos otros, y artistas argentinos como Héctor Panizza, Alberto Ginastera, Jorge Donn, Norma Fontenla, José Neglia, Olga Ferri, Julio Bocca, Maximiliano Guerra, Paloma Herrera, Daniel Barenboim, Marta Argerich, etc.

## Primer Teatro Colón (1857-1888)

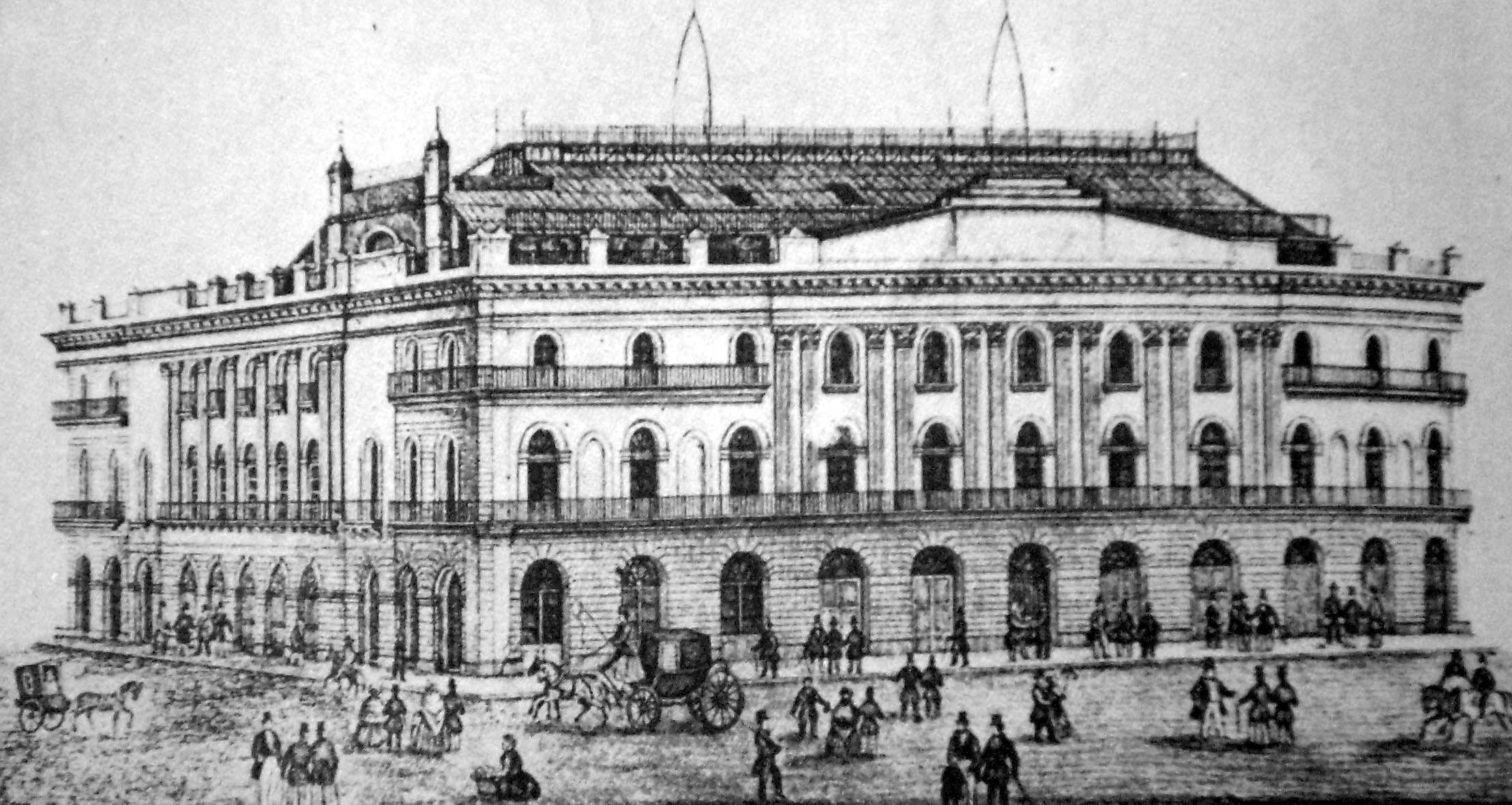
Primer Teatro Colón, en Plaza de Mayo, hoy manzana del Banco Nación (1857-1888)

El primer Teatro Colón fue obra del arquitecto Charles Henri Pellegrini y se inauguró con la ópera «La Traviata» de Giuseppe Verdi el 25 de abril de 1857 en el predio que hoy ocupa el Banco Nación, frente a la Plaza de Mayo.
Este teatro se realizó con el objetivo de contribuir a la integración de la cultura de inmigrantes, a la vez de cumplir la función de ser una suerte de centro cívico - social. La Ópera estaba de moda y la idea era levantar allí el mejor teatro del país, ya que el viejo Coliseo y el Victoria eran salas que no estaban a la altura de las nuevas pretensiones. El Teatro Colón fue, desde su creación, el lugar de reunión preferido por la oligarquía porteña.
Fue el primer edificio de Buenos Aires que utilizó una estructura de hierro a gran escala, la cual fue realizada en Dublin por la casa Turner.
El teatro tenía una capacidad de 2500 personas y por las características de su lote y el emplazamiento se debía acceder por la estrecha calle Reconquista, es decir que el Colón estaba junto a la plaza y no enfrente. 
El teatro se ubicaba en la trama existente, dicho por el mismo arquitecto Charles Henri Pellegrini, estaba ubicado en un sitio privilegiado, frente a la plaza de Indias (actual Plaza de Mayo)  en la que se encontraban los principales poderes tales como el Cabildo, el Fuerte, la Catedral y el poder ejecutivo. De esta forma puede verse el impacto urbano de este tipo de edificios. 
La resolución exterior fue pensada en relación con un proyecto integral para la unificación de las fachadas perimetrales con una recova continua.    

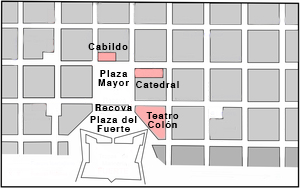
Ubicación del antiguo teatro colon en la actual Plaza de mayo

A finales del siglo XIX, un grupo de prominentes miembros de la alta sociedad y empresarios argentinos compartió una visión audaz, estos ciudadanos adinerados y amantes de la ópera formaban parte de la "Comisión Pro Teatro" desde 1883. Su tarea era recaudar los fondos necesarios y supervisar la construcción del Teatro Colón. La comisión organizó una serie de eventos de recaudación de fondos, solicitó donaciones privadas y celebró sorteos para financiar este ambicioso proyecto.
Aquel viejo Colón cerró sus puertas un 13 de septiembre de 1888 con el estreno de «Otello» de Verdi, para dar paso a, veinte años después, el actual edificio de la calle Libertad. En el intervalo, las consecuencias de la crisis de 1890 impidieron la inauguración de la nueva sala para el 12 de octubre de 1892, en el cuadringentésimo aniversario del descubrimiento de América.
Durante los veinte años en los que el Colón estuvo inactivo, el Teatro de la Ópera, ubicado en el mismo solar que el actual de la avenida Corrientes, fue amo y señor de las temporadas porteñas, alimentado por el mercado creciente de la inmigración, con una competencia intensa por parte de otras salas como los teatros Politeama, Odeón, Comedia, San Martín, Marconi y Avenida, a los que se sumaría en el año 1907 el teatro Coliseo, sin perjuicio de salas menores como la de Mayo o la Zarzuela.[cita requerida]

## Segundo Teatro Colón (1908-presente)

### Construcción (1889-1908)

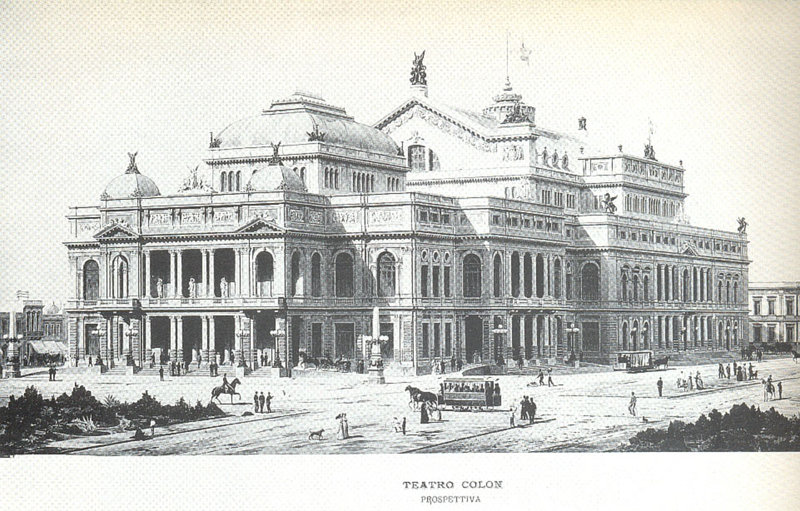
Proyecto original del arquitecto Tamburini (1890), luego modificado.

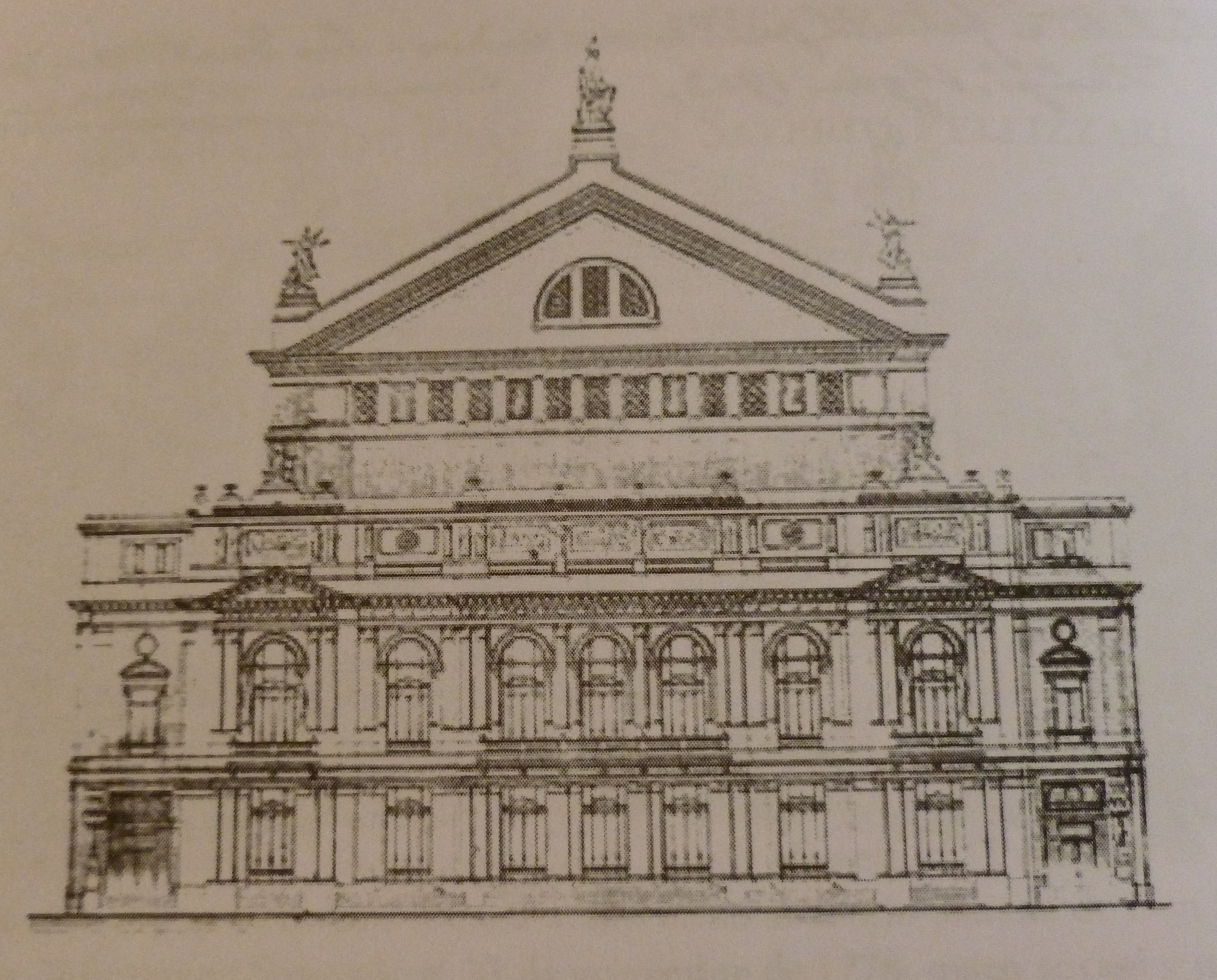
Frente del Teatro Colón. Dibujo de Víctor Meano, 1892.

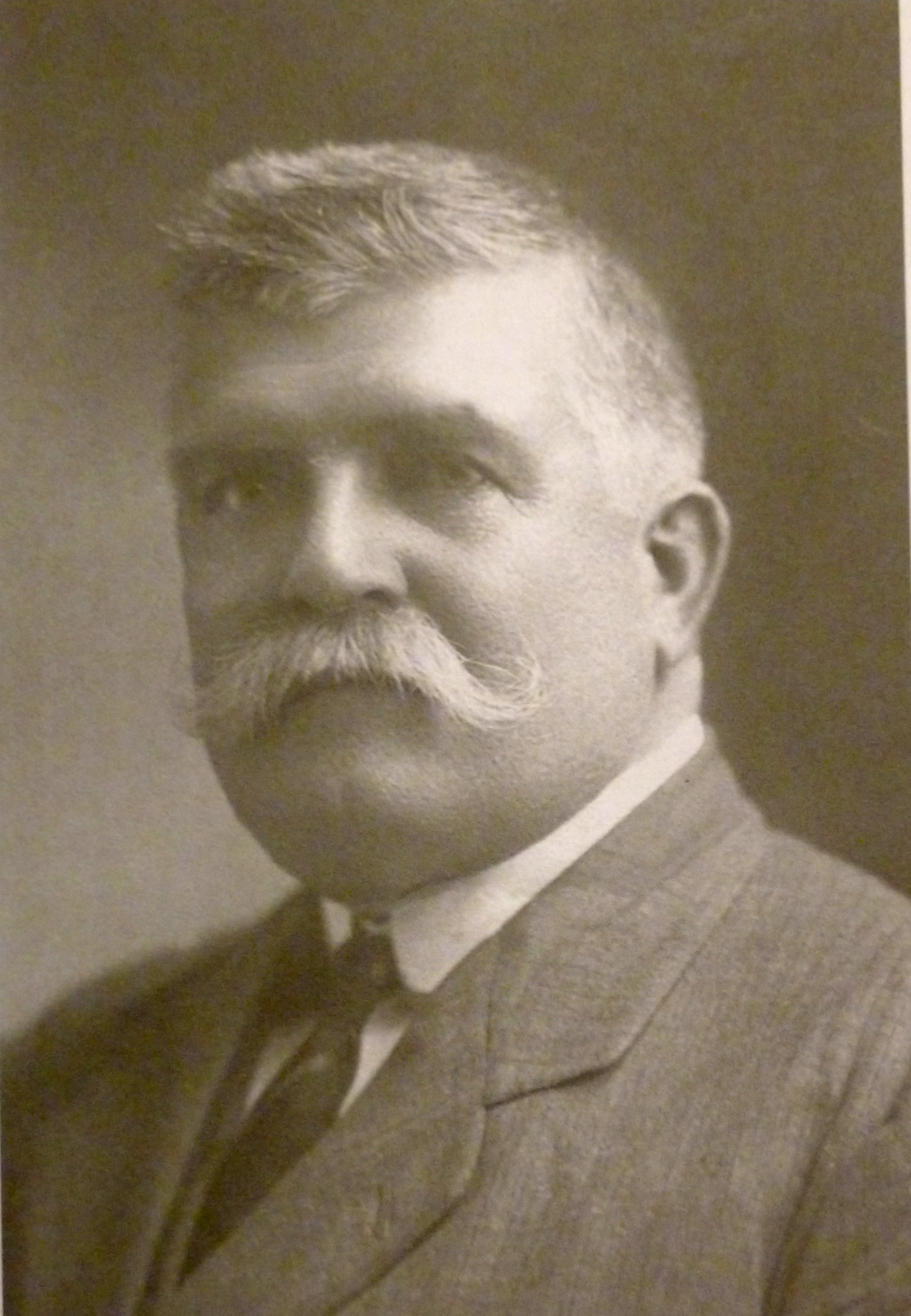
Francisco Pellizzari (1856-1931), empresario constructor del teatro. Su esposa y sus hijos se radicaron en Buenos Aires.

La construcción del actual Teatro Colón en Buenos Aires fue iniciativa del empresario italiano Angelo Ferrari (1831-1897), quien fue a su vez el arrendatario del antiguo Teatro Colón entre 1869 y 1888.
El Gobierno de la Ciudad de Buenos Aires otorgó terrenos para la construcción del teatro. El 20 de octubre de 1888 el Congreso de la Nación aprobó la ley 2381 llamando a licitación pública para construir un nuevo edificio para el teatro Colón. El lugar original para construir el teatro era una manzana en el cruce de las avenidas Rivadavia y Entre Ríos pero, como ésta se destinó finalmente al futuro Palacio del Congreso Nacional, se compró la manzana que ocupaba la Estación del Parque del Ferrocarril del Oeste, frente a la actual Plaza Lavalle. Hasta su inauguración veinte años después, la obra sería dirigida sucesivamente por tres ingenieros (Tamburini, Meano y Dormal) y realizada por la empresa Pellizzari y Armellini, luego de un accidentado proceso, en el que muchos de sus protagonistas fallecieron o se retiraron.
La licitación se realizó en 1889, resultando ganador el músico y empresario de ópera Ferrari, quien presentó un proyecto del arquitecto e ingeniero italiano Francesco Tamburini (1846-1890). El 25 de mayo de 1890 se colocó la piedra fundamental, pero ese mismo año Tamburini falleció, con apenas 44 años.
La dirección de la obra pasó entonces al arquitecto italiano Vittorio Meano (1860-1904) quien había quedado a cargo de la dirección del estudio de Tamburini. Meano realizó modificaciones sustanciales al diseño original de Tamburini, siempre respetando la forma de "curva italiana" adoptada para la sala, que establecía una jerarquización social de los espectadores. El 10 de septiembre de 1892 Meano obtiene la aprobación municipal de los planos y poco después publica una memoria detallando la obra. Ferrari contrata para realizar la obra a la empresa constructora de los italianos Ítalo Armellini y Francisco Pellizzari. Pellizari había inmigrado en 1886 y Armellini en 1891.
En 1894, a menos de dos años de iniciadas las obra, quebró la empresa de Ferrari que había ganado la licitación, paralizándose las obras durante ocho años. En 1897 el Congreso Nacional dispuso por ley 3474 que fuera la Municipalidad de Buenos Aires la que se hiciera cargo de la licitación ganada por la fallida empresa de Ferrari. En 1899 la Municipalidad establece un nuevo proyecto de obra y selecciona el diseño presentado por Meano. En 1900 la Intendencia convocó a licitación para elegir la empresa constructora, ganándola en 1902 Pellizzari y Armellini, siempre bajo dirección del ingeniero Meano. Entre las contrataciones de la empresa constructora se encuentra la del escultor Luis Trinchero para realizar las cuatro cariátides de los balcones laterales del frente del edificio, los bustos de Mozart, Bellini, Bizet, Beethoven, Gounod, Rossini, Verdi y Wagner, el coronamiento de los palcos avantscène y en general los bajo y altorrelieves del teatro.
El 16 de mayo de 1904 se llama a licitación para construir el escenario y dependencias. Pocos días después, el 1 de junio, muere asesinado de dos balazos el ingeniero Meano, con apenas 44 años, en circunstancias aparentemente relacionadas con su vida afectiva, aunque Lisandro de la Torre denunció que el asesinato tuvo su causa en los actos de corrupción en la obra del Congreso Nacional.
Ante la muerte de Meano, la Municipalidad encomendó la dirección de la obra en forma honoraria al ingeniero belga Julio Dormal, que dependía del municipio y que se haría cargo en febrero de 1905. Dormal tenía serias discrepancias con el trabajo que había hecho Meano, sobre todo en materia de seguridad. La historiadora Amalia Pellizzari, nieta del constructor, dice que "Dormal hubiese querido demoler todo y comenzar la construcción desde cero, como habían propuesto alguna vez ciertos miembros de la Comisión Municipal y el ing. Juan A. Buschiazzo en el año 1900. Pero esto es ya imposible. El teatro está casi terminado." Dormal realiza de todos modos grandes cambios a los planos, eliminando locales y agregando la gran marquesina vidriada sobre la calle Libertad. Además dispuso que se demoliera y volviera a construir la platea móvil, debiendo hacerse cargo del costo la empresa Pellizzari y Armellini.
En 1905 la Municipalidad resolvió la licitación del escenario y todas las dependencias anexas, atribuyéndola también a la empresa Pellizzari y Armellini, junto a Eliso Marco -primer maquinista del Colón- y los ingenieros B. Laurel y A. Ortúzar, firmando el contrato el 10 de mayo de ese año.
En 1906 se inicia la nueva construcción de la platea móvil bajo la dirección del ingeniero Carlos Moretti. Las decisiones del ingeniero Dormal dieron lugar a que se estableciera una pésima relación con los constructores Ítalo Armellini y Francisco Pellizzari, que llevaría finalmente a que Armellini se retirara de la obra el 11 de abril de 1907 "con sus sistema nervioso agotado". Ante el retiro de Armellini la construcción quedó a cargo de Francisco Pellizzari, quien construye el placo escénico, las dependencias y la platea móvil, finalizando la obra el 28 de febrero de 1908, casi tres meses antes de la inauguración.
Luego de veinte años de obra y realizado el pago del Municipio a la empresa constructora en 1908, Pellizzari demandó al Estado por mayores gastos no abonados, pero la demanda fue rechazada debido a que había prescripto (vencido el plazo para demandar).
Parte del proyecto se financió mediante la venta de abonos de los palcos más caros y prestigiosos –y prácticamente "a perpetuidad"– a las familias patricias del país, que sin embargo no alcanzaron para cubrir ni la séptima parte de los costos de construcción. En consecuencia, la influencia de Ferrari decayó y un comité nombrado por la municipalidad empezó a tomar decisiones artísticas referentes a las asignaciones presupuestarias, a las contrataciones y al repertorio, para finalmente reorganizar la estructura de las temporadas. 
En 1906 se publicó un decreto municipal de gran importancia por el que se le confirió al gobierno de la ciudad el poder de distribuir y asignar localidades, y quitárselas al empresario y a la élite porteña. Las entradas tenían que pasar por una oficina municipal donde se las marcaba y numeraba antes de que salieran a la venta. Ninguna entrada podía ser vendida sin ese sello municipal o fuera de la boletería del teatro.
Los sucesivos arquitectos conciliaron en su diseño estilos tan disímiles como el ático-griego, que predomina en el exterior y, en palabras de Meano, "los caracteres generales del Renacimiento italiano, la buena distribución y la solidez propias de la arquitectura alemana, y la gracia, variedad y bizarría de ornamentación asociadas a la arquitectura francesa", hasta conformar un admirable ejemplo del estilo ecléctico del siglo XIX. Si bien el proyecto original de Tamburini era claramente Segundo Imperio, muy influido por la Ópera Garnier, Meano lo cambió al estilo italianizante y Dormal le dio detalles art nouveau. En rigor, la importancia urbana del Colón excedió el marco de una sala de espectáculos para figurar, junto con el Palacio del Congreso y la Casa Rosada, entre los edificios históricos más representativos de la Ciudad de Buenos Aires.

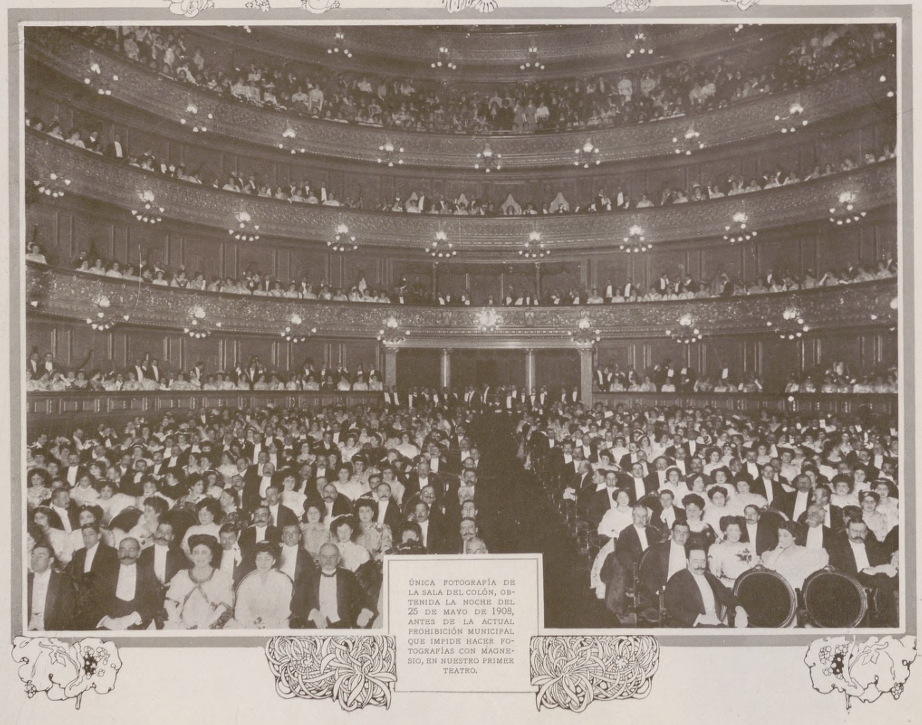
Teatro Colón el 25 de mayo de 1908.

El edificio fue finalmente inaugurado el 25 de mayo de 1908 con «Aída», de Giuseppe Verdi, con Lucia Crestani y Amedeo Bassi en los papeles principales.

### Historia artística

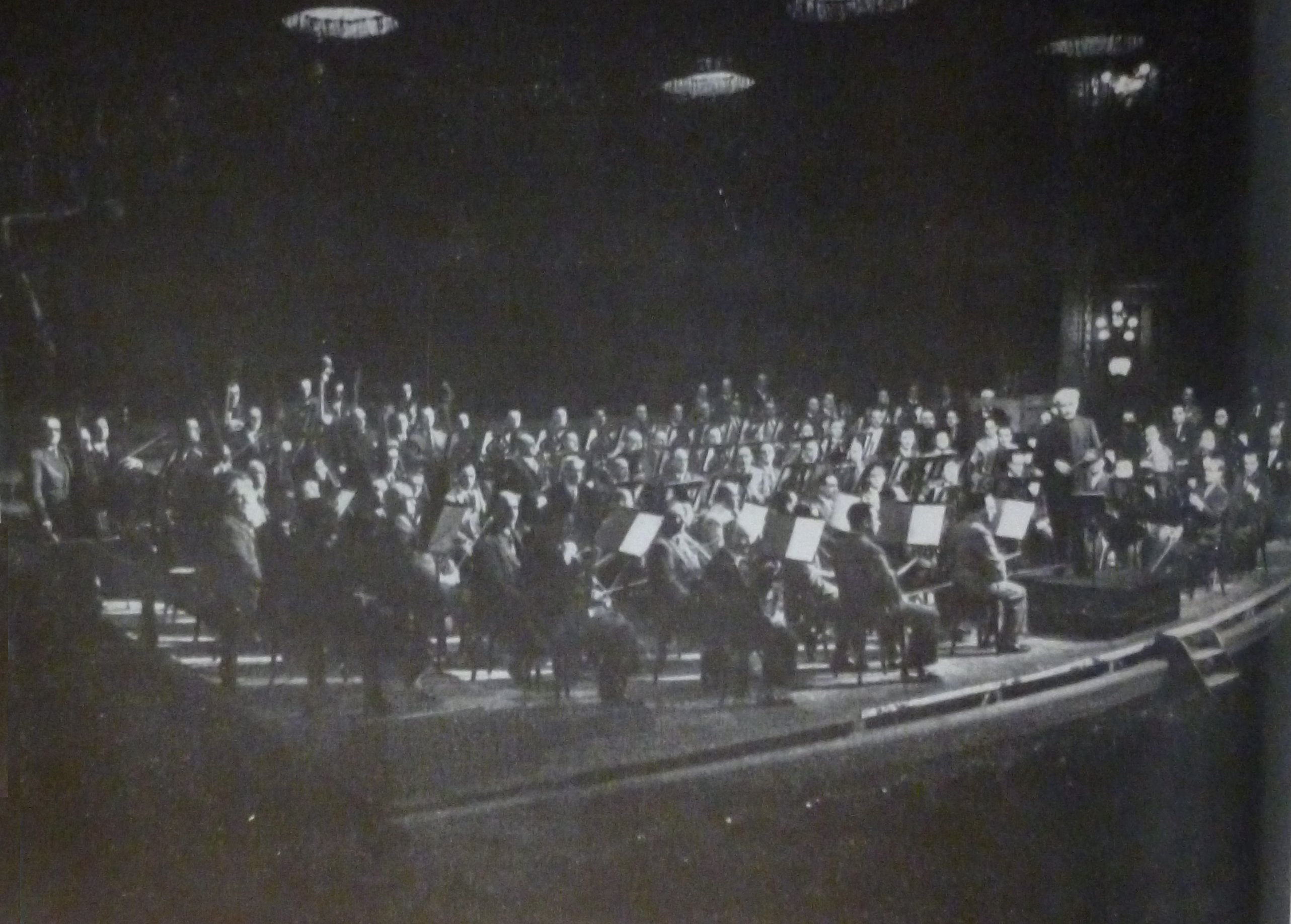
Arturo Toscanini en el Teatro Colón. Dirigió la orquesta del teatro durante la temporada 1912 y volvió a dirigirla en 1941.

Hasta 1925 el Teatro Colón fue gestionado por empresas privadas que adquirían la concesión a la Municipalidad de Buenos Aires. En ese período se destacó la actuación de Arturo Toscanini, quien dirigió la orquesta del teatro durante 1912. El temperamento de Toscanini causaría varios escándalos a causa de sus peleas públicas con otros artistas, llegando a hacer un corte de mangas al público, disconforme con los aplausos que recibía el cantante. Toscanini volvería a dirigir a la orquesta del Colón en 1941.
En coincidencia con la elección del primer presidente democrático en 1916, Hipólito Yrigoyen, el sistema de gestión privada entró en crisis. El Teatro Colón tuvo entonces que adaptarse a un mundo en el que habían cambiado las reglas, con la conquista de la democracia y el acceso masivo de la población al esparcimiento y la cultura. 
En 1925 el Estado asumió la responsabilidad del financiamiento, creando los cuerpos artísticos estables como la Orquesta, el Coro y el Ballet y quedando la gestión a cargo de empresas concesionarias privadas.
En 1931, luego del golpe de Estado que derrocó al gobierno constitucional de Hipólito Yrigoyen, el teatro fue municipalizado y durante la década de 1930 comienza a casi reinar solo en el mercado al que se dirige. Ese mismo año de 1931 Libertad Lamarque gana un importante concurso de tango en el teatro Colón donde participaron las primeras figuras de la época. Libertad gana el título de La Reina del Tango, que le acompañará durante toda su larga carrera artística.  Desde 1933 y hasta el fin de la Década Infame se desempeñó como director del teatro el músico Juan José Castro (1933-1943). Los elencos internacionales eran cada vez más complicados de contratar por la guerra, lo que arrojó resultados disímiles según los casos. Para el Colón, fue el incremento de artistas nacionales que, al provenir de diversos orígenes, eliminaron distorsiones propias de la tradición italiana, que imponía esa lengua para todo tipo de óperas, costumbre que en el Coro tardó mucho en erradicarse. Por entonces, las agendas y los cachés de los cantantes internacionales no eran tan exigentes como los actuales. Los directores artísticos viajaban a Europa y Estados Unidos para comprometer a los artistas, que solo se contrataban formalmente dos o tres meses antes y con el presupuesto aprobado; costumbre que las circunstancias actuales hacen económica y prácticamente inviable.
En 1936 Igor Stravinsky interpretó en el Teatro Colón Perséphone, primera vez que la obra era dirigida por él mismo y traducida al español. La traducción la hizo Jorge Luis Borges y Victoria Ocampo fue la narradora. Esas actuaciones convertirían a Stravinsky en un músico de culto en Argentina.
En 1937 se creó la Escuela de Ópera del Teatro Colón, luedo denominado Instituto Superior de Arte del Teatro Colón, a raíz de una propuesta de Alberto Ginastera, Enrique Sivieri y Michel Borovsky.

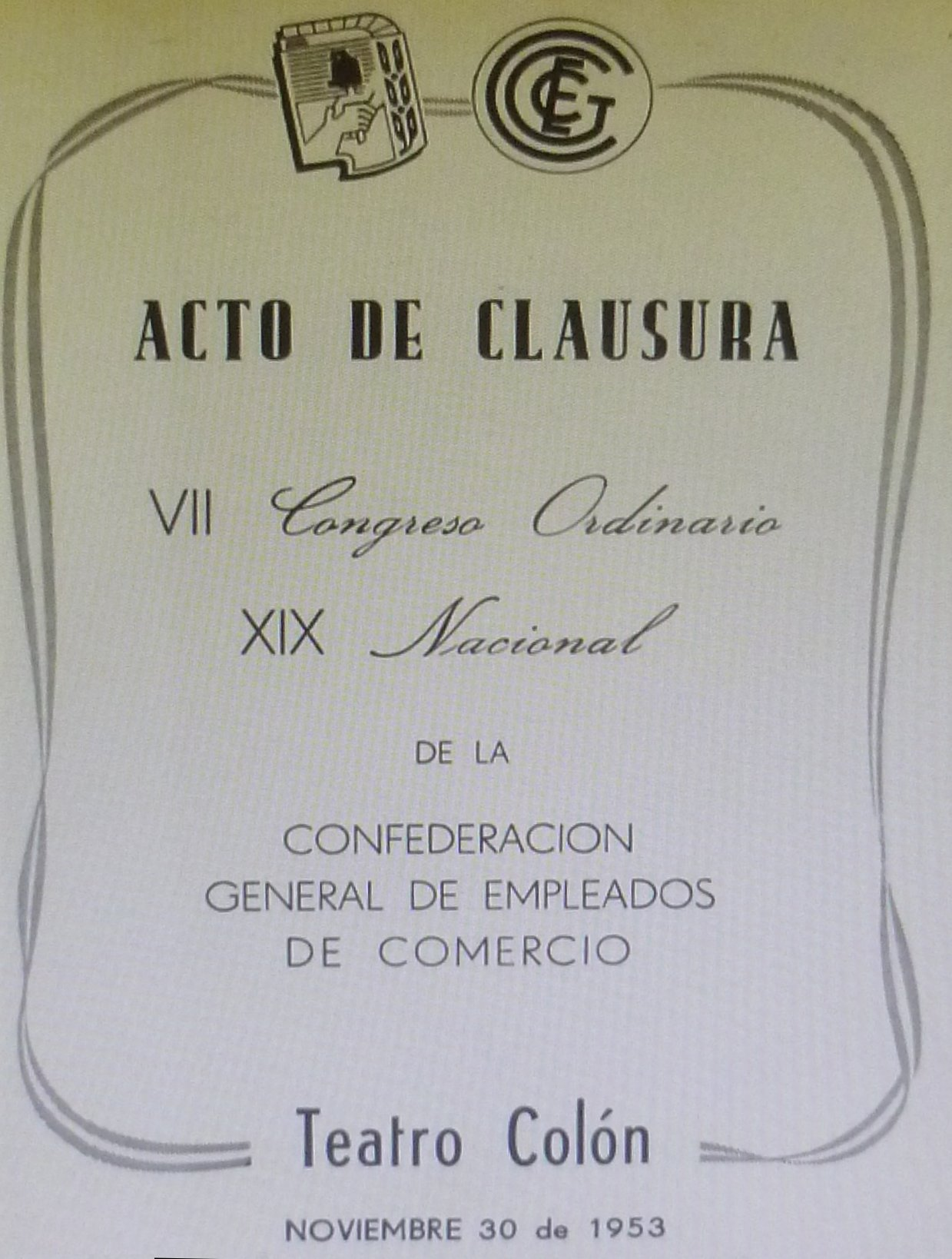
Programa del acto de cierre del congreso de la Confederación General de Empleados de Comercio en 1953.

Al asumir el peronismo en 1946, el Colón impulsó una política de acceso de los sectores populares al teatro, mediante la organización a funciones a través de los sindicatos y la apertura a artistas de música popular, principalmente de tango, como Mariano Mores, Francisco Canaro, Juan D'Arienzo, Edmundo Rivero, pero también de otras vertientes como Ariel Ramírez y Miguel de Molina. La apertura del Colón a la música popular fue cuestionada por los grupos conservadores y dejada sin efecto luego del golpe de Estado de 1955 y recién en 1964 se presentó el espectáculo Tango, con Troilo como figura central y la participación, entre otros, de Edmundo Rivero (voz), Enrique Mario Francini (violín), Horacio Salgán (iao), Enrique Kicho Díaz (contrabajo). Berlingieri (piano), Ciríaco Ortiz y Roberto Grela (guitarra).
En 1949 a los 21 años, Olga Ferri se convierte el la primera bailarina del Colón, iniciando una serie de grandes bailarinas y bailarines de primera línea mundial, formados en la Escuela de Baile del Colón, como Norma Fontenla, José Neglia, Julio Bocca y Maximiliano Guerra.
En 1956 el dictador Pedro Eugenio Aramburu designó como interventor del Teatro Colón a Jorge D'Urbano, uno de los críticos musicales de mayor prestigio, colaborador, entre otras publicaciones, de Buenos Aires Musical, y vinculado con todas las sociedades musicales privadas que organizaban conciertos. Según la historiadora María Sáenz Quesada, la designación de D'Urbano fue parte de una política del gobierno militar de designar en los principales centros de cultura y educación a intelectuales y artistas que desde 1946, por ser opositores, no habían tenido acceso a las cátedras universitarias, publicaciones y teatros oficiales o se habían exiliado para poder ejercer su profesión en paz. D'Urbano, según Quesada, fue marginado durante la presidencia Perón, por su postura opositora, y los músicos temían integrar las orquestas que él dirigía o ejecutar obras suyas. D'Urbano pretendió realizar pruebas de eficiencia a los artistas de la Orquesta Filarmónica y el Ballet, lo que provocó la reacción del sindicato de músicos y la asociación del profesorado orquestal. Se produjo entonces el mayor conflicto de la historia del teatro, causando el cierre del mismo durante 1957. La designación del nuevo director fue vista como muestra del favoritismo imperante en la cultura argentina durante la dictadura de Aramburu, cerró la gran sala y obligó a que hombres de menos de 50 años, artistas, iniciaran sus jubilaciones en forma precipitada, así como obligó también al exilio hacia el Uruguay y Europa a músicos y sus familias.
Asimismo, durante este gobierno militar se utilizaron criterios de persecución política: uno de los primeros despedidos fue Madanes. Importantes figuras artísticas y del espectáculo fueron desaparecidas de los medios y las carteleras, entre ellas Hugo del Carril, Ana María Lynch, Fanny Navarro, Elina Colomer, Tita Merello, etc.
En 1961 se estableció por ordenanza un nuevo esquema funcional, que persistiría hasta la década de 1990 que consistía de un equipo integrado por director general, artístico, técnico y administrativo.

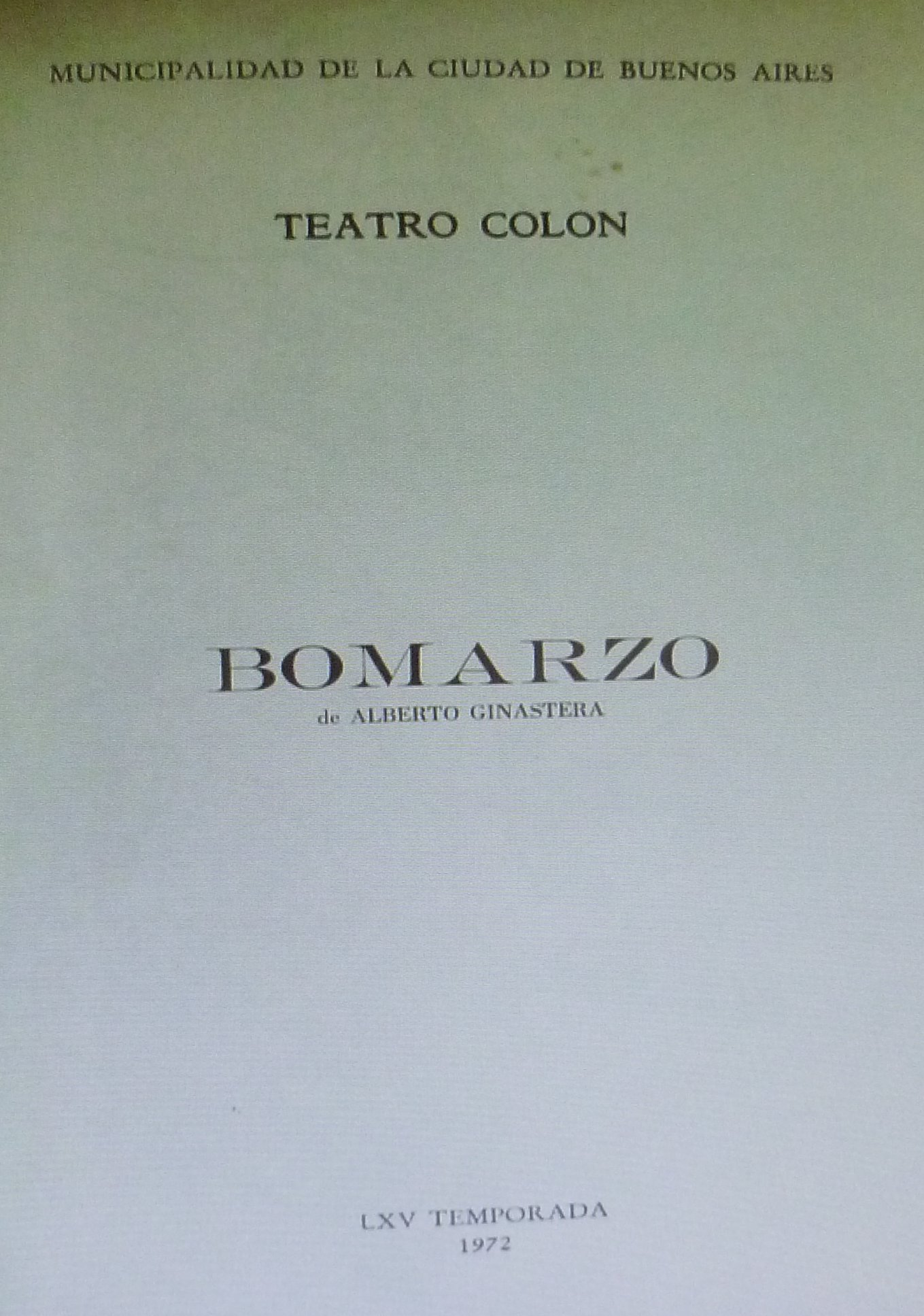
Programa del estreno de la ópera Bomarzo, de Ginastera y Mujica Lainez, que había sido censurada en 1967.

En 1968 se proyectó la ampliación del Colón, que se construiría bajo tierra y a un costado del antiguo edificio, evitando así modificar su valiosa arquitectura. El diseño estuvo a cargo del estudio Mario Roberto Álvarez y Asociados, y fue pensado para concretarse aprovechando el tiempo de seis recesos consecutivos de temporada. La obra significó la refacción y re-equipamiento de la sala, del escenario, de los camarines y de los talleres, y la construcción del anexo subterráneo bajo la plazoleta República del Vaticano (que fue transformada en un estacionamiento), donde funcionarían más talleres, depósitos y salas de ensayo.
El Colón fue protagonista de "la más escandalosa prohibición cultural de la década de los '60", cuando en 1967 el dictador Juan Carlos Onganía prohibió que se representara la ópera Bomarzo, de los argentinos Alberto Ginastera y Manuel Mujica Lainez, que el año anterior había sido un éxito mundial con su estreno en Washington. La ópera se estrenaría en el Colón finalmente en 1972, generando fuertes críticas de los grupos conservadores y vinculados a la Iglesia católica.
En 1971 Rudolf Nuréyev actuó en el Teatro Colón eligiendo de Olga Ferri y Norma Fontenla en el estreno mundial de su coreografía para El cascanueces. Durante el Proceso de Reorganización Nacional, el teatro no estaría exento de los problemas políticos del país, llegando a ser censuradas varias obras e instalándose un clima de censura solo comparable a la era de D'Urbano
La apertura definitiva de Teatro Colón a todas las expresiones musicales desde la recuperación de la democracia en 1983 se expresó en recitales como el Recital sinfónico '86 que el grupo humorístico-musical Les Luthiers realizaron junto a la Orquesta Sinfónica Nacional el 11 de agosto de 1986.
En 1990 el teatro dispuso crear el Centro de Experimentación del Teatro Colón para promover las expresiones artísticas de vanguardia.
En 2002 el rock llegó al teatro Colón con sendos recitales de Luis Alberto Spinetta, Gustavo Cerati (que interpretó Once episodios sinfónicos con Pedro Ignacio Calderón dirigiendo la Orquesta Sinfónica Nacional) y Memphis La Blusera.
El 24 de agosto de 2006 se realizó el histórico recital denominado Café de los maestros realizado por figuras históricas del tango: Oscar Ferrari, Aníbal Arias, Atilio Stampone, Gabriel Clausi, Alberto Podestá, Emilio de la Peña, Ubaldo De Lío, Leopoldo Federico, Virginia Luque, Aníbal Arias, Osvaldo Montes, Ernesto Baffa, Juan Carlos Godoy, Osvaldo Berlingieri y Mariano Mores. El recital integró la película Café de los maestros (2008) dirigido por Miguel Kohan.
En 2008 la Legislatura de la ciudad sancionó la Ley 2855 de Autarquía del Teatro Colón, creando el Ente Autárquico Teatro Colón, con personería jurídica propia, autonomía funcional y autarquía financiera. Los trabajadores del teatro han cuestionado la gestión autárquica del Colón, sosteniendo que el ente ha postergado su finalidad social para convertirse en centro de eventos "multipropósito" en el que se realizan "negocios privados con fondos públicos".

### Restauración y reapertura (2001-2010)

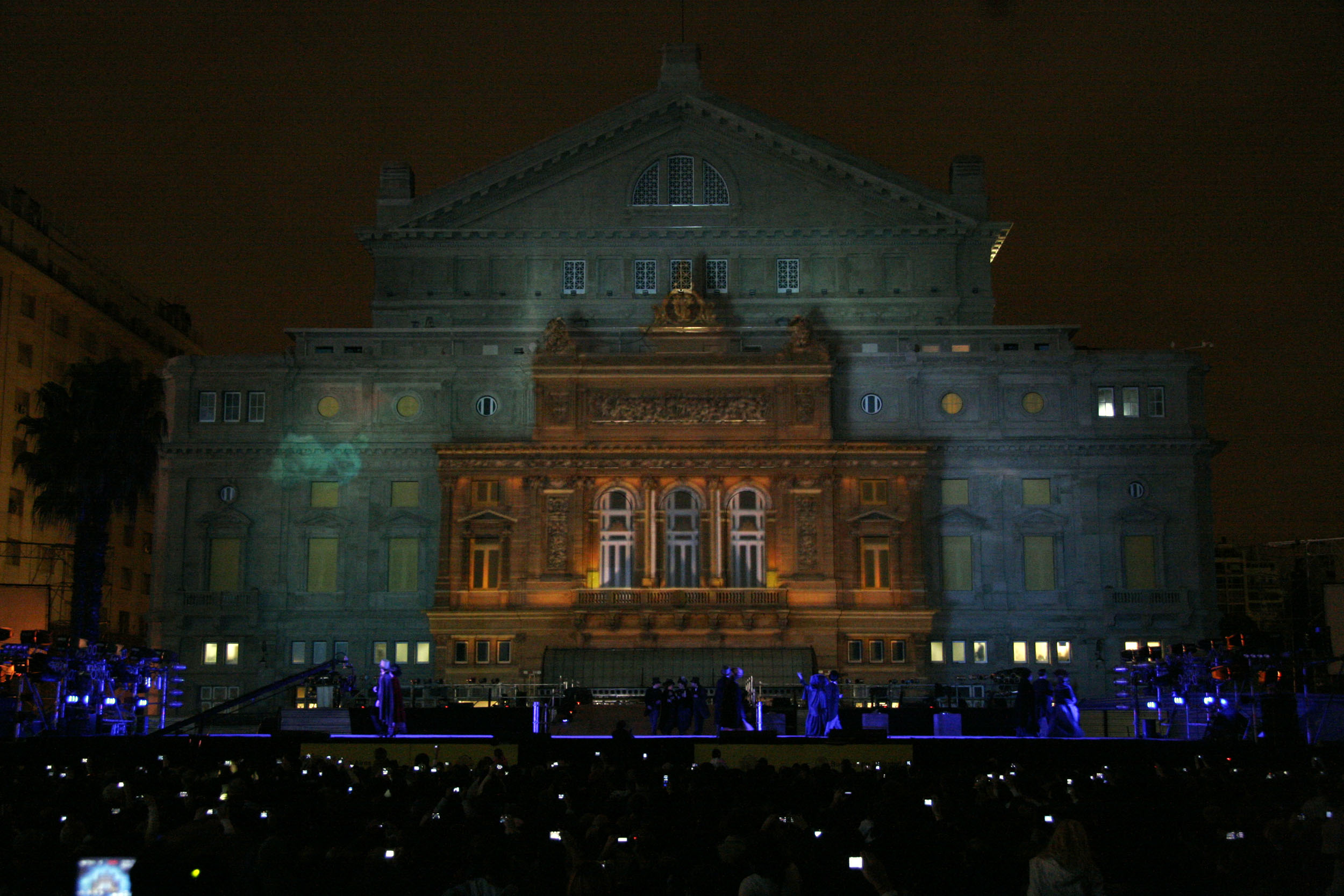
Reapertura del teatro, vista exterior

A lo largo de los años, el edificio había sufrido deterioros, producto de la falta de mantenimiento e inversión, y el desgaste propio de sus materiales y la acción de agentes externos como la contaminación, la lluvia, la humedad y el paso del tiempo.
En 2001, el gobierno de la Ciudad de Buenos Aires realizó un master plan para realizar una restauración completa del Teatro Colón. Por entonces no se contaban ni siquiera con los planos del edificio, que llevó dos años de trabajo realizar. Entre 2003 y 2005 se realizaron obras de "empaquetamiento" para impedir que siguiera entrando agua. Finalmente en 2005 se inició la tercera etapa de restauración. Luego de siete años de obras en las que trabajaron mil quinientas personas, con un costo de unos cien millones de dólares, el teatro fue reinaugurado en 2010.
El 24 de mayo de 2010, como parte de las celebraciones por el Bicentenario de Argentina, tuvo lugar la reapertura del teatro con un espectáculo de animaciones tridimensionales. El evento contó con la presencia de artistas y políticos y se presentó La Bohème. En el año 2013 fue elegido como lugar de entrega de los premios televisivos Martín Fierro.
En 2020 y 2021, estuvo quince meses cerrado al público (excepto por un ciclo de conciertos en homenaje a Astor Piazzolla), debido a la Pandemia de COVID-19.